# Jesse Makarounas
Jesse David Makarounas (Darwin, 14 aprile 1994) è un calciatore australiano, centrocampista del Moreland City.
Vanta 15 presenze nelle competizioni internazionali.

## Carriera

### Club
Il 29 aprile 2011 firma il primo contratto da professionista con il Perth Glory. 
Il 24 marzo 2012 fa il suo esordio da professionista, subentrando nel secondo tempo nella partita giocata contro il Melbourne Victory e vinta per 4-2.
Il 18 gennaio 2013 firma con i rivali del Melbourne Victory.
Il 28 maggio 2016 viene lasciato libero di trovarsi un'altra squadra.
L'11 luglio 2016 firma un contratto di una stagione con l'Adelaide United.

### Nazionale
Ha giocato nelle nazionali giovanili australiane Under-17 ed Under-23.

## Palmares

### Club

#### Competizioni nazionali
- Campionato australiano: 1

Melbourne Victory: 2014-2015
- FFA Cup: 1

Melbourne Victory: 2015